# All Fun and Games
All Fun and Games es una película de terror estadounidense de 2023 escrita por Ari Costa, Eren Celeboglu y J.J. Braider, dirigida por Costa y Celeboglu y protagonizada por Asa Butterfield y Natalia Dyer. Es el debut como directores de largometraje de Costa y Celeboglu.

## Sinopsis
Un grupo de adolescentes en Salem, Massachusetts, descubre un cuchillo maldito que desata un demonio que los obliga a jugar versiones espantosas y mortales de juegos infantiles en los que no puede haber ganadores, solo supervivientes.

## Reparto
- Asa Butterfield como Marcus Fletcher
- Natalia Dyer como Billie Fletcher
- Benjamin Evan Ainsworth como Jonah Fletcher
- Laurel Marsden como Sophie Fletcher
- Annabeth Gish como Kathy Fletcher
- Marina Stephenson Kerr como Joanna Good
- Kolton Stewart como Pete
- Erik Athavale como Bob
- Matthew Lupu como Nick
- Sydney Sabiston como Pilar
- Summer H. Howell como Demonio / Daniel Good
- Keishon Joseph como Brad

## Producción
En enero de 2022, se anunció que Butterfield y Dyer participarían en la película.
En abril de 2022, se anunció que la fotografía principal comenzó en Canadá y que Gish y Ainsworth se agregaron al elenco. Más tarde, ese mismo mes, Marsden y Stewart también se agregaron al elenco. Se adjuntó a Keith David para aparecer en la película.
En julio de 2022, se anunció que Cutting Edge Media Music había adquirido los derechos de la banda sonora original de la película.
La película comenzó la posproducción en noviembre de 2022.

## Estreno
En julio de 2023, se anunció que Vertical Entertainment había adquirido los derechos de distribución de la película en América del Norte.
All Fun and Games se estrenó el 1 de septiembre de 2023.

## Recepción
All Fun and Games recibió reseñas generalmente negativas de parte de la crítica y de la audiencia. En el sitio web especializado Rotten Tomatoes, la película posee una aprobación de 40%, mientras que de parte de la audiencia tiene una aprobación de 55%, basada en más de 50 votos, con una calificación de 3.7/5.
El sitio web Metacritic le dio a la película una puntuación de 73 de 100, basada en 59 reseñas, indicando "reseñas generalmente favorables". En el sitio IMDb los usuarios le asignaron una calificación de 4.4/10, sobre la base de más de 1200 votos, mientras que en la página web FilmAffinity la película tiene una calificación de 4.1/10, basada en 43 votos.